# 宋堯讃
宋 堯讃（ソン・ヨチャン、송요찬、1918年2月13日 - 1980年10月18日）は大韓民国の軍人、政治家。本貫は礪山宋氏、創氏改名が中村貞夫。号は石虎。
済州島四・三事件では強硬鎮圧作戦で住民の犠牲に大きな役割を果たした人物の1人である。朝鮮戦争では首都師団を指揮し、韓国軍の猛将として知られた。休戦後は参謀総長を務めた。4月革命の時、戒厳司令官であったが学生に対して好意的中立を保ったため李承晩政権崩壊の決め手となった。

## 人物

### 幼少期
1918年2月13日、忠清南道青陽郡化城面梅山里にて父宋ヨンダル（송영달）と母李氏の2男6女の次男として生まれる。家は近くの野山や荒地を開墾してそれなりの経済力を蓄えた中農だった。母は、書堂と夜学堂を終えて農業を手伝っていた長男と異なり、宋堯讃を書堂に送り化城公立普通学校にも進学させた。1925年当時、朝鮮人の普通学校就学率が約15.3パーセントに過ぎなかったことを考慮すると、母親の教育熱は相当なものであった。
1927年3月、父が逝去すると兄さえ分家し、宋堯讃は1人となった母を迎えて家計を立てなければならなかった。1934年2月、化城公立普通学校を卒業したが、家庭の事情で上級学校の進学を断念した。それでも学びに対する熱望は大きく、近隣の書堂に通って漢学に心酔し、1935年から2年間金剛山に入山して漢学と書道を学んだ。このため書道に対する造詣が相当な水準であったという。

### 日本軍時代
強制労働よりも兵士になった方がいいと考えて陸軍特別志願兵を志望した。しかし身体の障害（内反膝）により脱落。それでも挫折せず、血のにじむような努力で障害を直し、1939年の陸軍特別志願兵第2期選抜に合格した。同年11月末、陸軍兵志願者訓練所修了式で優等生14人のうちの1人に選ばれた。同年12月、二等兵として朝鮮軍（1945年より第17方面軍）第20師団歩兵第79連隊に入営。訓練所での成績が優秀であったため、陸軍兵志願者訓練所の銃剣術助教に選抜され、1940年4月に下士官候補試験に合格、さらに乙種幹部候補生にも激しい競争を勝ち抜いて合格した。
1945年8月、終戦時は朝鮮総督府京城第1軍務予備訓練所の助教で、歩兵第79連隊補充隊（龍山第23部隊）所属の陸軍曹長であった。

### 解放後
解放と共に各地で様々な私設軍事団体が乱立し、彼らは出身や系譜、名分や理念で対立し、流血事態にまでなった。宋堯讃は、国軍創設に控え自分自身が主導権を握るための派閥争いと見なし、これらに失望してどの団体にも加入しなかった。1945年9月から10月まで国立警察に入っていたが、すぐに辞めてしまった。
1945年12月、米軍政は国防警備隊創設計画と軍事英語学校の設置を発表し、これを聞いた宋堯讃はすぐに上京し、多くの志願兵出身者が会員として加入している陸海空軍出身同志会を訪ねて、かつての同僚に事実確認した。しかし入校資格が将校と准士官出身者に限定していたため、同じ日本軍志願兵出身の崔慶禄に相談した。
1946年1月、軍事英語学校を志願して合格。英語の口頭試験は普通だったが、日本軍高級下士官経歴が功を奏した。班別編制は英語の実力によって、A、B、C、D班に分かれていたが、宋堯讃は他の志願兵出身者と共にD班に編入された。学校生活は、日本軍将校出身者から下士官出身という理由でひどい侮蔑と蔑視を受けた。この経験は英語能力培養と早い進級を促進させるきっかけとなり、競争に遅れないように夜遅くまで英語の予習復習を繰り返した。
1946年4月25日付で軍事英語学校を卒業、任少尉（軍番10096番）。第5連隊の創設に参加し、同連隊A中隊（中隊長：白善燁中尉）小隊長。同年9月、朴炳権中尉らと共に江陵の第8連隊に派遣され、同連隊の編成を援助した。同年10月、中尉進級と共に第8連隊第3大隊第2中隊長。
1947年2月、大尉に進級し、3月に第8連隊第3大隊長。精強な大隊の建設をモットーに、3か月の訓練期を定め、連日連夜にわたって猛訓練を続けた。将校の中には過労で倒れる者もいた。さらに訓練期間中は外出を禁止し、家族との面会も許さなかった。将兵に不満が蓄積し、大隊長を集団暴行する事態に発展した。
1948年6月、済州島四・三事件で鎮圧部隊だった第11連隊の朴珍景連隊長が暗殺される事件が起きると、総司令部は後任に崔慶禄中領、副連隊長に宋堯讃少領を任命した。宋堯讃の抜擢は、決断力と推進力を兼ね備えた指揮官の派遣が必要であり、米軍顧問団長ロバーツ准将は宋堯讃の軍事的能力と反共理念を大いに信頼していた。
1948年7月22日、済州島の第9連隊長（中領）。1948年10月、麗水・順天事件が起こり、第14連隊の反乱軍を装った欺瞞作戦で、第9連隊内の左翼細胞80余名を一掃する成果を上げた。1948年10月17日、次のような布告文を出した。
この布告文にある5km以外の地点は山岳地帯のみに限定されたものではなく、海辺を除外した中山間の村全てが該当し、中山間の居住を禁止すると同じ事であった。米軍情報報告書は「第9連隊は中山間地帯に位置する村のすべての住民が明らかにゲリラ部隊の助力と利便性を提供しているという仮定の下、大量虐殺計画（program of mass slaughter among civilian）を採択した」と記述している。
1948年11月中旬から強硬鎮圧作戦が展開された。11月以前は主に若い男性が犠牲になったのに対して、強行作戦中は老若男女問わず射殺した。そのため犠牲者の大部分は宋の在任中に出来たものだった。4・3委員会に申告された犠牲者統計によれば、犠牲となった15歳以下の子供で、宋の在任中に発生した犠牲者は全体の76.5パーセント、61歳以上は全体の76.6パーセントであった。さらにゲリラの根拠地を無くすために中山間部の村は焼かれて焦土化した。4・3事件で家屋39,285楝が焼失したが、多くはこの時放火されたものだった。この強硬鎮圧作戦で、生活の場を失った中山間部の住民約2万名を山に追いやる結果となった。
1949年2月、第9連隊はソウルに移動し首都旅団（旅団長：李俊植大佐）に編入。この時、宋堯讃は陸軍本部を出入りし、南北戦争と呼ばれる軍内の派閥問題に大きく失望した。
1949年5月25日、東海岸の第10連隊長。この時、38度線で紛争が多発し第9連隊の正面でも襄陽の遊撃隊訓練所を卒業したゲリラが越境して警察を襲うことが多くなり、耐えかねた宋連隊長は処罰を覚悟の上で訓練所の粉砕を決意し、上官に具申せず極秘裏に第1大隊に攻撃を命令した。この攻撃は作戦未熟と情報漏洩により失敗に終わった。米軍顧問団は事件を査問委員会に回付し、宋堯讃を解任したが、陸軍本部は大領に昇進させ、陸軍歩兵学校学生監となった。同年9月28日、第15連隊長。智異山地区共匪討伐作戦に参加。
1950年4月、憲兵司令官。軍の風紀確立のため、越権行為と民弊根絶を措置した。さらに憲兵の質的向上のため、無為無能な将校20余名を転科させ、有能な人材を選出して憲兵将校に登用した。

### 朝鮮戦争

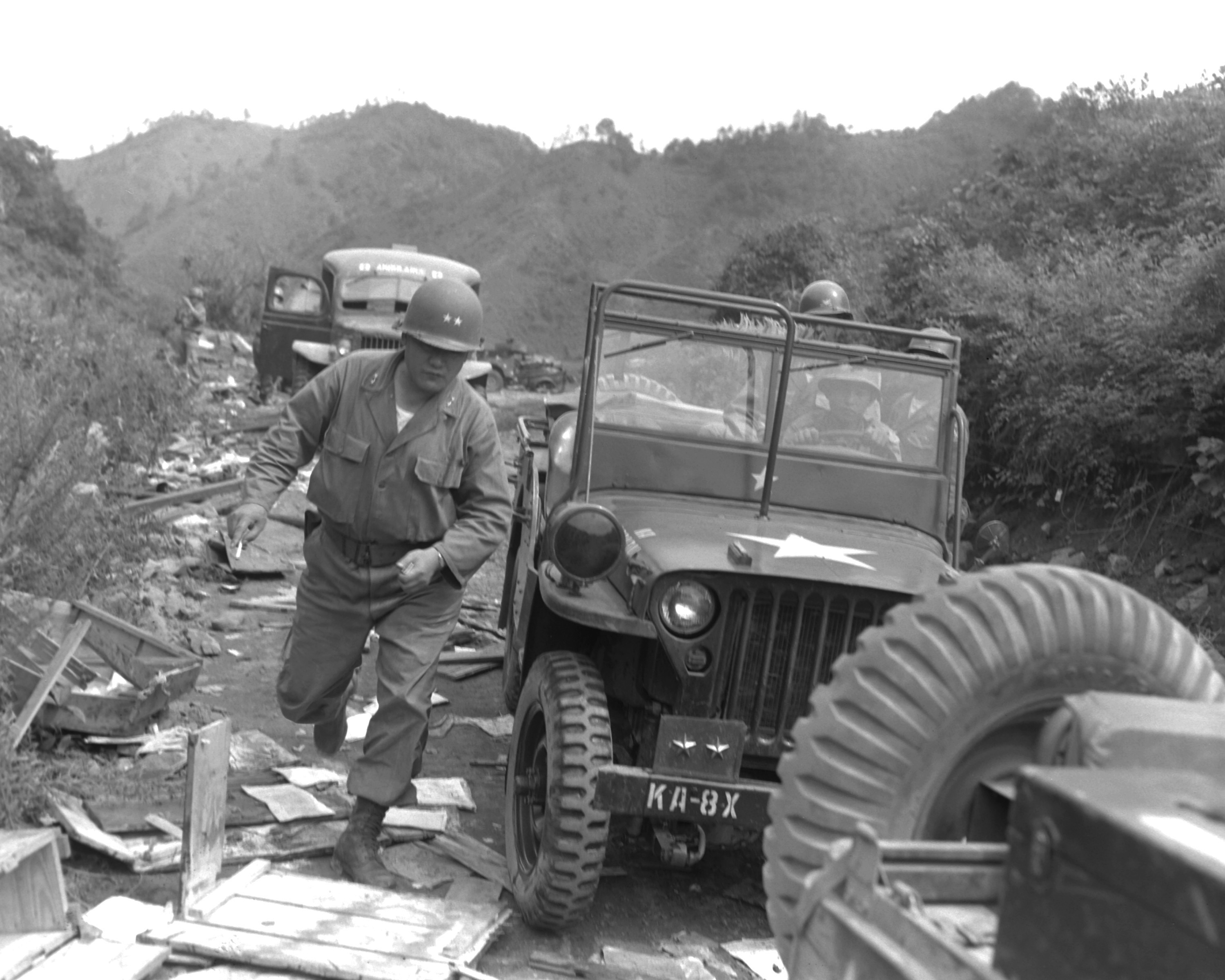
第8師団長当時、金城の戦いにて部下の安否確認に向かう宋堯讃（1953年7月17日）

1950年6月25日、朝鮮戦争勃発時、陸軍歩兵学校第3次補習教育を受けている最中であったが、すぐに主要政府機関の警備強化、休暇中の将兵の緊急招集と原隊復帰、落伍兵の収拾と督戦業務に奔走した。
1950年6月27日、国防部長官の命令を受けて韓国銀行の金塊運搬業務を遂行。地下金庫の金塊1.5トンと銀塊2.5トンを護送する任務だったが、これらは列車で輸送され、鎮海海軍司令部に保管された後、サンフランシスコを経て米連邦準備銀行に預けられた。この金銀塊は1955年に韓国の国際通貨基金出資資金として利用された。
6月27日頃、憲兵司令部は南労党系や保導連盟関係者を予備検束して処刑するよう無線指示を下した。これを受けて陸軍刑務所所属憲兵は西大門刑務所の思想犯、政治犯を処理し、以後も水原、平沢、公州、大田に後退しながら任務を遂行した。光州憲兵隊長に刑務所の受刑者や保導連盟関係者を処刑するように命じた。この指示によって湖南地域の刑務所に収監されていた四・三事件関係者の射殺も行われたと推測されている。政府報告書によれば、予備検束による犠牲者と刑務所在所者の犠牲者は3,000余名に達すると推定され、ほとんどの遺族は遺体を見つけることができなかった。
1950年6月28日、陸軍本部指揮部と共に水原に後退した後は落伍兵の収容及び漢江防御線防御を支援した。翌29日にはマッカーサー司令官の漢江防御線視察の案内と警護業務を指揮した。
1950年7月12日、予防拘禁特別措置令を布告。戒厳法第13条の軍事上必要時に逮捕・拘禁に関する特別措置を取ることができるが、事前に発表しなければならない規定であり、開戦直後から行われている憲兵隊の不法民間人予備検束の法的根拠を一歩遅れて用意したものだった。
1950年8月、大邱防衛司令官兼任。全国非常警備司令部と協力して大邱をはじめとする後方地域の民心収拾と安定に努めた。
1950年9月1日、首都師団長。慶州で北朝鮮軍の攻勢を阻止した（慶州の戦い）。9月21日、准将。その後の北進作戦に参加し、11月にはソ連、満州国境付近にまで進出するが、中国人民志願軍の介入で撤退することになった。12月、興南から墨湖港に上陸し、翌年1月に江陵を占領。その後は主に東海岸の戦闘を指揮した。
1951年5月、中国軍の5月攻勢では軍団長の命令により、大関嶺を確保し、中国軍の江陵進出を遮断した。
1951年7月、米軍第10軍団が主導するパンチボウル占領作戦に参加し、924高地をめぐる1週間の血戦で中共軍の脅威を排除して北進作戦の土台を築いた。
1951年10月、休戦交渉による小康状態の中、高城付近の月比山（459高地）を4日間にわたる粘り強い攻勢で占領。勢いに乗って10月19日に高城汀月里まで進出し、東部戦線は38度線から約80キロメートル北上することになった。
1951年11月、首都師団は白野戦戦闘司令部に編入され、智異山の南部軍討伐作戦に参加。1952年、討伐が完了すると、再編された第2軍団に配属されて春川北方に移動し、首都高地の戦闘を指揮。
1952年7月8日、タイガーソンの愛称をつけたヴァン・フリート第8軍司令官と李承晩大統領の特命で少将に昇進。ゲリラ討伐の経歴を高く評価され、西南地区戦闘司令部（同年8月、南部地区警備司令部に改称）司令官に就任。7月末から10月まで3回にわたって軍警合同共匪討伐作戦を実施し、大きな戦果を挙げた。
1952年10月、再び首都師団長に復帰。1952年7月以降、後任の李龍文准将が指揮する首都高地と指形稜線の奪還作戦が何度も失敗したためであった。この間に多くの死傷者が出ており、原因は砲兵火力計画を米軍第5砲兵団が握っていたことにより火力支援の協調ができていなかったためと見た宋堯讃は、まず砲兵支援の改善に尽力した。これにより陣地を第8師団に引き渡すまで首都師団に大きな損害は無かった。
1952年11月、首都師団は予備となり、米軍が主導する野戦訓練（FTC/Field Training Course）に参加。同年12月、来韓したアイゼンハワー大統領が首都師団を視察。
アメリカ陸軍指揮幕僚大学留学待機中の1953年7月に第8師団長に任命。金城の戦いで指形稜線と690高地を奪還した。

### 休戦後
休戦後、アメリカ陸軍指揮幕僚大学に留学。帰国して、1954年8月、第3軍団長に任命。同年9月、中将に昇進。隷下部隊で厚生事業の根絶と半永久兵舎の新築を推進した。過去の経歴から閑職を転々としていた朴正熙を隷下の第5師団長とした。
1957年5月、第1軍司令官。軍に蔓延していた厚生事業の根絶、補給軍紀の確立、軍団級の機動訓練、暖房燃料の石炭使用、100パーセントの兵力増強を推進。
1959年2月、陸軍参謀総長。大々的な改革を断行し、軍の企画管理制度を確立した。汚職、腐敗、詐欺が横行する軍内部の苛斂誅求と安逸主義に大きく怒りを覚え、慢性的弊害であった厚生事業の抜本的な撤廃、補給軍紀確立のため腐敗将校の果敢な整軍、国軍の10万人削減、除隊軍人の年金制度導入を推進した。
宋堯讃の整軍運動は、李圭光陸軍憲兵監の主導する特務隊と憲兵隊の自己浄化から始まり、大量の軍需品を横領した釜山地区特務隊長金チンガク（김진각）大領をはじめ憲兵隊所属領官級将校だけでも12名に達した。貯炭場荷役作業権問題で物議を醸した第6管区司令官石主岩少将をはじめ、1959年12月までに少将3名、准将11名を含む1648名の高級将校が軍服を脱いだ。整軍運動は各軍にも普及し、空軍、海軍、海兵隊の整軍対象者も約200名に及んだ。
これについてフィリップ・チャールズ・ハビブは「軍将校の粛清は宋堯讃参謀総長によって始められ現在（1962年）に至るまでかなりの速度で進み、将校の除去は韓国軍内の派閥の縮小をもたらした。派閥から独立し敵対的だった宋堯讃がこのような過程の主要な行為者であった。排除された将校の中にはいくつかの優れた将校が含まれているが、訓練と経験でいくつかの避けられない犠牲を払って、競争力と訓練の水準は以前よりも改善されたと見られる」と評している。
宋堯讃の整軍運動は、長期間の昇進停滞と腐敗した先輩達に対する不信感を抱いていた陸士8期出身の中領（中佐）らを刺激し、1961年の5・16軍事クーデターの触媒であり、導火線となった。
1960年3月、大統領選挙では、同じ志願兵出身の河甲清特務部隊長を前面に出して軍内の選挙不正を主導した。
自由党政権の不正選挙に対する国民の抵抗は、3月15日に発生した馬山のデモを発端に全国の大都市に広がった。これに対して政府は非常戒厳令を宣言し、宋堯讃を戒厳司令官に任命した。デモ隊に発砲命令を出そうとしたが、崔慶禄に引き留められたため中止した。高麗大学校に集まったデモ隊を退去させるとき、「学生は暴徒ではない。放火犯を除いて全て釈放せよ」と命じた。
宋堯讃は第15師団長趙在美少将に出動を命じながらも、銃器の使用を厳禁とした。物理的なデモ鎮圧を放棄し、それどころか逮捕されたデモ参加者の学生を釈放し、発砲した警察を処罰した。自由党と景武台が主張する主導者摘発と武力鎮圧を拒否する一方、大学総長や言論界代表などと疎通を取りながら事態の収拾に努めた。
1960年4月20日、景武台を訪れて、李承晩大統領の自由党脱党、再選挙、国務委員全員の辞退を提案し、4月23日に再び訪れ、全ての公職から李起鵬の辞退を追加した。4月25日、大学教授259名が時局宣言文発表と共にデモを主導するようになったが、宋堯讃は「時間だけが問題解決のための近道」として不干渉方針で一貫した。
1960年4月26日、李承晩と金貞烈国防長官が出席した中で「発砲しなければ収拾は不可能だ」とし、最終的に李承晩は宋堯讃の提示した4か条を全面的に受け入れ下野を宣言した。
1960年5月、朴正熙少将は宋堯讃宛てに、4月革命の民主的で円満な収拾に対する功績を高く評価しながらも「3.15不正選挙」の過失を決して看過することはできないとして「その功過は相殺が不可能な事実に照らして、早急に進退を英断されることが国民と軍の真意に迎合」という趣旨の書簡を発送した。

### 予備役後
1960年5月23日、予備役編入。同年8月末、ジム・ハウスマンの助けを借りてジョージ・ワシントン大学に留学。
ジョージ・ワシントン大学で政治と経済を専攻している最中に、5・16軍事クーデターが起きると、これを積極的に支持すると表明し、国防部長官に任命されると帰国した。
1961年6月、国家再建最高会議企画委員長兼国防部長官。同年7月3日、内閣首班。7月22日から外務部長官兼任。韓米関係、外国資本誘致、経済開発の礎を固めることに力を注いだ。
1962年3月、ジョージ・ワシントン大学留学の成果を基に「産業革命と韓国経済」という著書を出版。この本には産業革命という経済学の概念を紹介し、実物分析に適用して経済発展のための政策を提示していた。宋堯讃の経済観は「先進国が繁栄を享受しているのは農業のためではなく産業革命によるものだった」と述べている。宋堯讃は、韓国人初のハーバード経営大学院出身で財務部次官だった李漢彬を抜擢して各政府省庁に企画調整室創設を主導した。
しかし宋堯讃の改革は革命主体勢力を自任する陸士8期出身者達と深刻な対立と葛藤をもたらし、四大疑惑事件で溝はさらに深まり、朴正煕の引き留めにもかかわらず、1962年6月に内閣首班を辞任した。
軍事政権が民政移譲を約束した1963年になり、朴正熙の退陣運動が激しくなると、宋堯讃も1月7日午後、新堂洞の自宅で朴正熙の下野要求声明を出した。
尹潽善など政治家や市民の抗議で軍政延長を放棄した朴正熙が民政参加を宣言すると、1963年8月8日の東亜日報に「朴議長に送る公開状‐民政移譲を控えた前内閣首班の提言（朴議長에게 보내는 公開状‐民政移譲을 앞둔 前内閣의 提言 ）」という記事名で宋堯讃の声明が発表されると、8月11日、中央情報部は「殺人と殺人教唆」の疑いで宋堯讃を拘束し、麻浦刑務所に収監された。殺人は朝鮮戦争中に二度戦線を離脱した大隊長を命令不服従で銃殺したこと、殺人教唆は四月革命でデモ隊に発砲指示した疑いであったが、それぞれ不起訴処分と郭永周の処刑ですでに終わった事件であった。金炯旭中央情報部長は、宋堯讃の声明や政治的行為となんら関係ないとしたが、民主党のスポークスマンだった金大中は、朴議長に批判的な公開状が発表されてから3日後に拘束することは政治的報復だと批判した。
8月17日、拘束適否審査で釈放されたが、依然として朴正熙の引退を主張していたため、殺人教唆の代わりに虚偽事実流布が、さらに第15連隊長時代に交際していたと主張する女性の実子確認民事訴訟が加えられ、9月4日、再び麻浦刑務所に拘束された。1963年大統領選挙に獄中出馬するが、選挙1週間を控えて政治に対する幻滅から立候補辞退と政界引退を宣言した。
1965年7月14日、金弘壹、金在春、朴炳権、朴圓彬、白善鎮、孫元一、張徳昌、李澔、曺興萬、崔慶禄ら予備役将軍と共に日韓基本条約の反対声明を発表。デモによって学生と軍が衝突する中、翌8月27日には「国軍将兵に送る呼訴文」を発表。国軍将兵が神聖な国土防衛の使命よりも執権者によって国民や国家の利益に反する目的で動員される悲しき事態に至ったとし、執権者たちを反民族行為者であり、民主主義に逆らう反国家行為者だと糾弾した。また国軍将兵には、どんな状況でも愛国国民に銃を向けてはならないと訴えた。
1970年、仁川製鉄会社社長。
1980年8月下旬、長く患っていた腎臓病の治療のために渡米。同年10月18日、シカゴのロヨラ大学病院で死去。
1980年10月25日、葬儀は陸軍葬として行われ、国立ソウル顕忠院ではなく故郷に埋葬された。

## 勲章
- 太極武功勲章
- レジオン・オブ・メリット - 1951年10月26日[58]
- レジオン・オブ・メリット - 1951年12月14日[59]
- エア・メダル - 1952年12月27日[60]
- レジオン・オブ・メリット - 1961年1月12日[61]